# Кейнсіанство
Кейнсіа́нство — у економічній теорії XX століття — напрямок у макроекономіці, закладений Джоном Мейнардом Кейнсом, що становить ряд теорій та моделей про вплив сукупного попиту на виробництво та інфляцію. Започаткований працею «Загальна теорія зайнятості, відсотків і грошей» (англ. The General Theory of Employment, Interest and Money, 1936).

## Загальний опис
З погляду кейнсіанства, сукупний попит не обов’язково дорівнює виробничим можливостям економіки. На нього впливає безліч факторів, які іноді поводяться нестабільно та впливають на виробництво, зайнятість та інфляцію.
Економісти-кейнсіанці зазвичай стверджують, що сукупний попит є мінливим і нестабільним і що, отже, ринкова економіка часто відчуває неефективні макроекономічні результати, включаючи рецесії, коли попит надто низький, і інфляцію, коли попит надто високий. Крім того, вони стверджують, що ці економічні коливання можна пом’якшити за допомогою економічної політики, скоординованої урядом і центральним банком. Зокрема, заходи фіскальної політики, вжиті урядом, і дії монетарної політики, вжиті центральним банком, можуть допомогти стабілізувати економічне виробництво, інфляцію та безробіття протягом бізнес-циклу. Економісти-кейнсіанці загалом виступають за регульовану ринкову економіку – переважно приватний сектор, але з активною роллю державного втручання під час рецесій і депресій.

## «Кейнсіанська революція»
Світова економічна криза 1920—1930-х років, зокрема Велика депресія 1929—1933 років у США, емпірично довели неспроможність підходів неокласиків і, ймовірно, виявилися головною «конкретно-історичною» причиною кейнсіанської революції. Хоча й дотепер відсутня одностайність в оцінках економістів щодо ролі державного втручання в економіку під час Великої депресії — чи сприяв «Новий курс» Рузвельта її подоланню, чи тільки поглибив кризу.
Кейнсіанська революція була реакцією на недоліки класичного підходу до аналізу економічного життя. Вона
1. відкинула принципи оптимізації і методологічного індивідуалізму як обов'язкові передумови для виведення економічних функцій змінних і побудови економічних моделей;
2. внесла фундаментальні зміни в економічну теорію, здійснивши принципово новий аналіз макроекономічних взаємозв'язків.

Таким чином доводилася необхідність активного втручання держави в макроекономічне функціонування ринкового господарства. Таке втручання найкращим чином здійснюється при проведенні дискреційної (макроекономічної) політики — політики, яка втілюється в життя на розсуд уряду в залежності від стану економічної кон'юнктури.
Завдяки кейнсіанській революції відбулося відокремлення макроекономіки в самостійну дисципліну, у той час як моделі класиків і неокласиків не виділяли макроекономічні питання як самостійний об'єкт розгляду.

## Сучасники Кейнса— передвісники макроекономічної теорії та державного регулювання економіки
Широкомасштабне порушення економічної рівноваги в ринковій економіці 1930-х стало каталізатором виникнення і поширення глибоких сумнівів у науковій достовірності класичної доктрини в нових економічних умовах. Як і Дж. М. Кейнса, багатьох вчених це спонукало до критичного перегляду постулатів класично-неокласичної ортодоксії, до розробки інших підходів у галузі нерівноважного аналізу та макроекономічної теорії. Тому в економічній думці ряду країн одночасно і незалежно одне від одного виникали схожі за спрямованістю ідеї та дослідження, альтернативні традиційній неокласичній теорії.
Чи не найпершими передвісниками ідеї суспільного «соціального контролю» над ринковою економікою у XX ст. стали засновники інституціоналізму — американські вчені Т. Веблен, Дж. Коммонс, В. Мітчелл. Останній обґрунтовував доцільність капіталістичного «планування», яке фактично ототожнював з державним регулюванням економіки. В першій половині 30-х pp. активними прихильниками, ідейними натхненниками та провідниками державного втручання в механізм капіталістичного відтворення були такі американські інституціоналісти, як А Берлі, Г. Мінз, Р. Тагвелл. Вони по праву вважаються безпосередніми попередниками кейнсіанства.
Прикладом започаткування макроекономічного аналізу є розробки представників стокгольмської школи, розквіт якої припадав на 20—30-ті pp. XX ст. У 30-ті pp. такі шведські економісти, як ЕрікЛіндаль, Гуннар Мюрдаль, Бертіль Улін, ЕрікЛундберг незалежно від Дж. М. Кейнса прийшли в економічній теорії до аналогічних наукових результатів. Е. Ліндаль (1891—1960) та Г. Мюрдаль (1898—1987) розробили нерівноважні макроекономічні моделі, на основі яких показали, як стан ринкової рівноваги може відхилятись від стану повного використання ресурсів під впливом коливань заощаджень споживачів, теоретично обґрунтували державну антициклічну фінансову політику. Б. Улін (1899—1979) обґрунтував необхідність державних інвестицій та суспільних робіт як засобів проти безробіття. Е. Лундберг (1907—1987) побудував макроекономічні моделі для визначення розривів безробіття та інфляції.
Іншим прикладом є макроекономічні ідеї Міхала Калецького (1899—1970) — відомого економіста польського походження, який працював у Кембриджі. Основи створеної ним ще на початку 30-х pp. макроекономічної теорії розроблялись задовго до появи праці Дж. М. Кейнса і цілком незалежно від неї. Теорія польського вченого, на думку фахівців, виявилась подібною до кейнсіанської, але на відміну від неї брала початок не від монетарних проблем, а від аналізу реального сектора. Це обумовлено тим, що науковий підхід вченого розвивав марксову теорію відтворення.
М. Калецький пов´язав проблему ефективного попиту з розподілом доходів, інвестиціями та споживанням основних класів — підприємців та найманих робітників. Перші отримують прибуток і заощаджують весь свій дохід, другі — заробляють заробітну плату і повністю її витрачають. М. Калецький ставив питання, що станеться, якщо капіталісти збільшать норму прибутку та знизять заробітну плату робітників, і прийшов до висновку, що це викличе надзвичайний спад. Суть його теоретичної моделі передається фразою: «Робітники витрачають те, що отримують, капіталісти отримують те, що ті витрачають». На жаль, ідеї М. Калецького не були відомі англомовним економістам аж до кінця 30-х pp.
У напрямі встановлення основних макроекономічних залежностей та вивчення нерівноважних ринкових станів здійснювали свої дослідження такі попередники Дж. М. Кейнса, як англійський економіст Р. Ф. Кан, німецький вчений А. Хант та ін. Р. Ф. Кан, колега Кейнса по Кембриджу, у 1931 р. у статті «Відношення внутрішніх інвестицій до безробіття» розробив теоретичне підґрунтя антикризової програми суспільних робіт, що була спрямована на підвищення зайнятості. Вчений дійшов висновку, що в умовах заданої схильності до споживання, при здійсненні державними органами заходів зі стимулювання чи стримування інвестицій зміни величини зайнятості виявляться функцією від змін суми чистих інвестицій. Р.ф. Кан розробив мультиплікатор зайнятості — коефіцієнт кількісного приросту сукупної зайнятості внаслідок первинного збільшення зайнятості в галузях, пов´язаних з інвестиціями. До речі, згодом цей показник був запозичений Дж. М. Кейнсом і трансформований у власний мультиплікатор інвестицій.
У 30-ті pp. XX ст. до розуміння необхідності державного регулювання ринкової економіки прийшли великі державні діячі світу. Споріднених з кейнсіанськими висновків вони дійшли власним шляхом — не від академічної теорії, а від практики і політики. Як зазначалось, прикладом є здійснювана в США антикризова програма американського президента Франкліна Делано Рузвельта. Проте ідейний ґрунт для «Нового курсу» підготував американський інституціоналізм. У здійснюваній системі заходів державного регулювання кризової економіки знайшли безпосередню практичну реалізацію реформістські інституційні антимонопольні ідеї Т. Веблена, економічні та правові аспекти теорії «колективних дій» Дж. Коммонса. Під час депресії у здійсненні державного антикризового регулювання економіки брали участь такі американські інституціоналісти, як А. Берлі, Г. Мінз, В. Мітчелл, Р. Тагвелл.
Аналогічно, починаючи з 1932 p., діяв міністр фінансів Швеції Ернст Вігфорсс, який теж прийшов до усвідомлення оздоровлювального впливу державних інвестицій та суспільних робіт на підвищення купівельної спроможності населення, зменшення тривалості та руйнівних наслідків економічної кризи.
Тоталітарною формою втілення об'єктивно назрілої тенденції до державного регулювання ринку стала у 30-ті — 40-ві pp. XX ст. економіка фашистського типу у Німеччині, Італії, Іспанії.
Не останню роль у тому, що врешті-решт саме з ім´ям Дж. М. Кейнса світова економічна теорія пов´язує створення нової галузі макроекономічного аналізу та обґрунтування теорії державного регулювання ринкової економіки, відіграла не тільки глибина і масштабність його наукової праці, а й непересічна особистість ученого.

## Критика кейнсіанства
Основними опонентами кейнсіанства стали представники Австрійської школи економіки, зокрема Фрідріх фон Гайєк, Людвіг фон Мізес, Генрі Гацліт, Мюррей Ротбарт.
Генрі Гацліт на основі аналізу наведеного в праці «The Failure of the New Economics» стверджує, що в «Загальній теорії…» основні постулати або нові та не вірні або вірні і не нові та можуть бути знайдені в працях попередників Кейнса. На думку Гацліта, книжка Кейнса повна хиб, неточностей, невірних визначень та підмін значень термінів.
Гацліт вважав, що в теорії Кейнса знайшли підтримку та відображення інтереси лобістів та окремих груп, які бажали отримати вигоду від інфляції. Основною хибою в міркуваннях Кейнса було його небажання визнати те, що причиною високого безробіття в Британії 1920-их та в США 1930-тих було втручання держави, посилення влади профспілок, що зробило ціни на різні товари та зарплати майже нерухомими. Політична влада та лобістські інтереси перешкодили встановленню балансу між пропозицією та попитом. Запропонований Кейнсом інфляційний підхід до збалансування ринку Гацліт порівнював з підлаштуванням роялю під стілець а не навпаки.
Зосередження на агрегованих показниках відволікає увагу від мікроекономічних відносин між численними цінами та зарплатами. Рівень цін, рівень зарплат, сукупне виробництво, сукупний попит є статистичними показниками, які не існують на ринку.
Фрідріх фон Гайєк у праці Шлях до рабства (англ. The Road to Serfdom, 1944 р.) зазначив, що розроблена Кейнсом теорія є надзвичайно колективістською, вимагає централізованого планування та керування, що в свою чергу, загрожує встановленням та зловживанням тоталітарною владою.[джерело?] В передмові до німецького видання «Загальної теорії», Кейнс зазначив, що викладена в книзі теорія пристосовується до умов тоталітарної держави краще за теорію виробництва та розподілу на основі вільної конкуренції та вільних ринків.
Людвіг фон Мізес: «Суть кейнсіанства розкривається через його повне нерозуміння тієї ролі, яку заощадження і накопичення капіталу відіграють у покращенні умов економічної діяльності.»[джерело?]